# Antonín Kubálek
Antonín Kubálek (Libkovice, 8 novembre 1935 – Prague, 18 janvier 2011) est un pianiste et professeur canadien d'origine tchèque.

## Biographie
Kubálek est né à Libkovice, au Nord de la Tchécoslovaquie. Après avoir été blessé dans une explosion qui provoque des lésions oculaires graves, il étudie le piano, jusqu'à ses onze ans, avec un professeur aveugle, Otakar Heindl. Il est reçu au Conservatoire de Prague et travaille avec Oldøich Kredba de 1952 à 1957. Puis à l'Académie de musique avec Zdeněk Jílek et František Maxián de 1957 à 1959. Il enseigne ensuite au Conservatoire de Prague de 1961 à 1968 et enregistre pour le label Supraphon. En 1968, il émigre au Canada et s'installe à Toronto. Il est naturalisé en 1974. Dès cette époque au Canada, Kubálek se produit en solo, en musique de chambre et avec orchestre.
L'art d'Antonín Kubálek et sa musicalité suscitait le respect, l'admiration du public et des critiques à l'échelle internationale. Il a reçu trois Standing ovations lors du concert au Rudolfinum au Festival du Printemps de Prague, en 2002. En novembre 2002, Kubálek a été reconnu par le Conseil de la musique tchèque, avec prix d'honneur de l'UNESCO. Son répertoire exceptionnellement large, comprend de la musique tchèque et canadienne, notamment des pièces contemporaines avec plus de 70 créations ; mais aussi des œuvres romantiques de Chopin, Schumann et surtout de Brahms, pour lequel il est considéré comme l'un des plus grands interprètes récents.
En tant qu'éducateur, Kubálek a enseigné au Conservatoire royal de musique de Toronto, à l'Université de Toronto, à la Glenn Gould Music School, à l'Université York, au Conservatoire de Prague et à l'Académie des arts de la scène de Prague. En 2003, il a créé un festival annuel à Zlaté Hory en République tchèque, le Stage international de piano Kubálek, pour les jeunes pianistes du monde entier où il donne des classes de maître. Parmi les plus importants de ses élèves, figurent Richard Pohl et Birute Bizeviciute.
Kubálek a été nommé deux fois pour le Prix Juno au Canada. Il meurt à Prague, après une chirurgie d'une tumeur au cerveau.

## Discographie
Kubálek a produit beaucoup d'enregistrements et avait une douzaine de disques disponibles au moment de sa mort et vingt-quatre disques microsillon à son actif. Ses enregistrements sur le label Dorian Recordings lui a valu des prix dans la presse spécialisée anglo-saxonne, notamment l’American Record Guide, Fanfare Magazine, CD Review et Gramophone Magazine.
Il gagne l'admiration du célèbre Glenn Gould qui apporte une contribution exceptionnelle à la carrière de l'artiste. La seule incursion dans le rôle de producteur de G. Gould, est inspirée par l'interprétation de Kubálek de la Deuxième sonate pour Piano d'Erich Wolfgang Korngold, fruit de cette singulière union musicale.
- Brahms, Sonate pour piano no 3 op. 5, Valses op. 39, Intermezzi op. 117 (1990, Dorian DOR-90141)
- Brahms, Fantaisies op. 116, Rhapsodies op. 79, 6 pièces pour piano op. 118, 4 pièces pour piano op. 119 (Dorian DOR-80159)
- Dvořák, Quintettes avec piano - Quatuor à cordes Lafayette (1995, Dorian DOR-90221)
- Fišer, Sonate pour piano (1963, LP Supraphon) (OCLC 858931036)
- Korngold, Sonate pour piano op. 2, Fairy Pictures op. 3 (1973, Genesis GS-1055)
- Suk, Janáček, Smetana : Memories of Bohemia (mars 1993, Dorian DOR-90185) (OCLC 767882324)
- Martinů, Polkas & études ; Walter Buczynski (en), 24 préludes (1993, Musica Viva) (OCLC 31089169)
- Schubert, Winterreise - Victor Braun, baryton (1992, Dorian Records DOR-90145)
- Schumann, Carnaval op. 9, Scènes d'enfant op. 15 ; 3 Phantasiestücke op. 111, Gesänge der Frühe op. 133 (1988, Dorian DOR-90116)
- Smetana, Danses tchèques - intégrale (1975, Genesis GS-1064)
- Smetana, Danses tchèques - intégrale (1988, Dorian DOR-90122 / Brilliant Classics 92451)
- Tchaïkovski, Les Saisons ; Chopin, Ballade no 3 ; Kymlicka 4 valses (1986, Dorian DOR-90102)